# Farbenfroh
Farbenfroh (1990-2003) est un cheval westphalien alezan de dressage par Grundstein I, né en 1990, monté par Nadine Capellmann et entraîné par Klaus Balkenhol. Elle le refuse d'abord à cause de sa couleur, mais révèle dès les premières années du cheval (qu'elle surnomme Schnuckel, soit « tendre cœur ») ses allures légères et gracieuses, dont un piaffer et un passage de très grande qualité.
Farbenfroh est entraîné en moyenne un jour sur deux. Il est médaille d’or de dressage par équipe à Sydney, où ses allures impressionnent fortement, et médaille d'or aux Championnats d’Europe de Verden, en 2001. Il remporte les championnats du monde de la discipline en 2002. Il est euthanasié en 2003, à la suite des complications d'une opération : en se relevant, il se fracture la tête du fémur,. 